# Floresville
Floresville è un comune (city) degli Stati Uniti d'America e capoluogo della contea di Wilson nello Stato del Texas. 
La popolazione era di 6 448 abitanti al censimento del 2010. La città fa anche parte dell'area metropolitana di San Antonio.

## Geografia fisica
Secondo lo United States Census Bureau, la città ha una superficie totale di 14,87 km², dei quali 14,84 km² di territorio e 0,02 km² di acque interne (0,16% del totale).

## Società

### Evoluzione demografica
Secondo il censimento del 2010, la popolazione era di 6.448 abitanti.

### Etnie e minoranze straniere
Secondo il censimento del 2010, la composizione etnica della città era formata dall'85,61% di bianchi, l'1,64% di afroamericani, lo 0,65% di nativi americani, lo 0,23% di asiatici, lo 0% di oceanici, il 9,01% di altre razze, e il 2,85% di due o più etnie. Ispanici o latinos di qualunque razza erano il 65,14% della popolazione.